# Graun im Vinschgau
Graun im Vinschgau, wł. Curon Venosta – miejscowość i gmina we Włoszech, w regionie Trydent-Górna Adyga, w prowincji Bolzano. Liczba mieszkańców gminy wynosiła 2449 (dane z roku 2009). Język niemiecki jest językiem ojczystym dla 97,67%, a włoski dla 2,33% mieszkańców (2001).

## Historia
W 15 r. p.n.e. ludy celtyckie zamieszkujące górną dolinę Vinschgau zostały włączone do Cesarstwa Rzymskiego w ramach budowy górskiej drogi Via Claudia Augusta (obecnie Reschenpass / Passo di Resia). Droga ważna była również w czasach średniowiecznych, kiedy znano ją pod nazwą „Górnego Szlaku” (niem. Oberer Weg, wł. Via Superiore) bądź „Szlaku Szwabskiego” (niem. Schwabenweg, wł. Via di Svevia).
Po 450 roku na tereny dotarli misjonarze z Churu. W czasach czarnej śmierci większość populacji regionu zmarła, a dolina Vinschgau, w tym Curon, zostały zasiedlone przez osadników posługujących się językiem niemieckim. Wyjątek stanowiła Val Müstair, gdzie do dziś dzień przetrwał język romansz.
W 1939 roku firma energetyczna Montecatini opracowała projekt połączenia dwóch istniejących naturalnych jezior – Reschensee i Mittersee – oraz podniesienie poziomu wody o 22 m, żeby stworzyć sztuczne jezioro zasilające elektrownię wodną. W tym celu mieszkańcy Curon oraz sąsiedniej miejscowości Resia zostali przeniesieni na wyżej położone tereny, a wioski zalane w lipcu 1950 roku. Ze starego Curon zachowała się jedynie dzwonnica XIV-wiecznego kościoła św. Katarzyny, wystająca kilkanaście metrów ponad taflę jeziora.

## W kulturze popularnej
W miasteczku i jego okolicach kręcony był serial Netfliksa Curon. Podstawą dla jego scenariusza była miejscowa legenda, jakoby w niektóre dni dało słyszeć się bicie dzwonów z zatopionej dzwonnicy, mimo że zostały one zdemontowane w 1950 roku. W 2018 roku premierę miał niemiecki film dokumentalny Das versunkene Dorf przedstawiający historię zatopienia oryginalnego miasteczka. Historia zatopienia miasteczka i dzwonnica stały się również inspiracją dla pisarza Marca Balzana do napisania powieści Resto qui.